# Kaplica św. Jadwigi Śląskiej na Zadnim Groniu w Wiśle-Czarnem
Kaplica pw. Św. Jadwigi Śląskiej – kaplica na Zadnim Groniu w Wiśle, znajdująca się na terenie rezydencji prezydenta RP w Czarnem.
Kaplica znajduje się na Szlaku Architektury Drewnianej województwa śląskiego w pętli beskidzkiej.

## Historia
Kaplicę w stylu tyrolskim zbudowano z inicjatywy arcyksięcia Fryderyka Habsburga w 1909 r. 
12 grudnia 2009 r. Maria Kaczyńska przekazała w darze tabernakulum wykonane z mosiądzu, ze srebrnymi zdobieniami. Po katastrofie w Smoleńsku, w której zginęli m.in. prezydent RP Lech Kaczyński z małżonką, w kaplicy odprawiono ekumeniczne nabożeństwo.
16 października 2016 roku prezydent Andrzej Duda przekazał płaskorzeźbę "Szczyrkowska Pani i Święty Jakub".

## Architektura

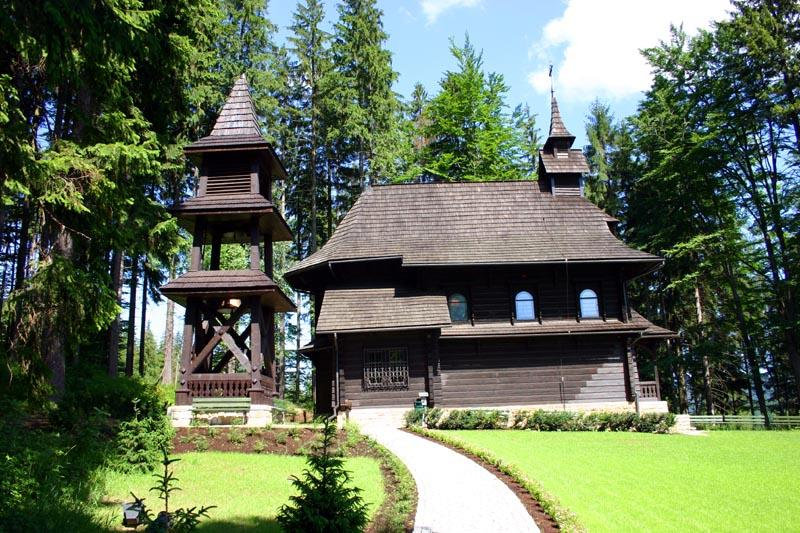
Kaplica i dzwonnica

### Fasada
Budynek w stylu tyrolskim, pokryty gontem. Wieżyczka znajduje się na osi kaplicy. Świątynia jest orientowana. Z lewej strony znajduje się mała zakrystia.

### Wnętrze
W prezbiterium znajduje się ołtarz z 1. połowy XVII w., w stylu manierystycznym. W jego centrum umieszczony jest obraz „Droga Krzyżowa” z 1683 r., a powyżej obraz „Wniebowzięcie i Koronacja Najświętszej Marii Panny”. Ołtarz pochodzi ze starego, nieistniejącego już kościoła pw. Podwyższenia Krzyża Św. w Bystrzycy (na dzisiejszym Zaolziu). Po rozebraniu kościoła w 1897 r. budowniczy Prokop zabrał ołtarz do muzeum zamkowego w Cieszynie. Później przeznaczono go do powstającego muzeum diecezjalnego w Generalnym Wikariacie w Cieszynie. Książę-biskup Georg Kopp zapłacił zań Komorze Cieszyńskiej 800 koron. Kiedy arcyksiążę Fryderyk kompletował wyposażenie do budowanej kaplicy, odkupił przedmiotowy ołtarz od Generalnego Wikariatu za 500 koron.
Po lewej stronie figura św. Jadwigi Śląskiej z sakiewką w ręku (dar Jolanty Kwaśniewskiej), po prawej stronie chrzcielnica (dar prezydenta Aleksandra Kwaśniewskiego), nad chrzcielnicą mały krucyfiks z relikwiami z Ziemi Świętej (dar Marii Kaczyńskiej). Nad krucyfiksem znajduje się płaskorzeźba "Szczyrkowska Pani i Święty Jakub", dar prezydenta Andrzeja Dudy (prezydent otrzymał ją od Szczyrkowian z dedykacją "Niech prowadzą po trudnych drogach służby Polsce").

### Dzwonnica
Dzwonnica w postaci kampanili pochodzi z 2004 r. Ma 10 metrów wysokości i znajdują się w niej trzy dzwony (420 kg, 260 kg, 190 kg) wykonane przez ludwisarnię Felczyńskich.

## Nabożeństwa
W kaplicy w niedziele odprawiane są nabożeństwa: o 10:30 ewangelickie, o 12:00 katolickie (wstęp po okazaniu dowodu osobistego).